# Dalea albida
Dalea albida là một loài thực vật có hoa trong họ Đậu. Loài này được (Torr. & A. Gray) D.B. Ward mô tả khoa học đầu tiên năm 2004.